# Hossein Salami
Hossein Salami (in persiano حسین سلامی‎; Golpayegan, 14 maggio 1960 – Teheran, 13 giugno 2025) è stato un generale iraniano, comandante in capo del Corpo delle guardie della rivoluzione islamica.

## Biografia
Salami è nato nel 1960 a Golpayegan, nella provincia di Esfahan in Iran. Nel 1978, è stato accettato nel dipartimento di ingegneria meccanica dell'Università di Scienza e Tecnologia dell'Iran. All'inizio della guerra Iran-Iraq, è entrato nel Corpo delle guardie della rivoluzione islamica. Dopo la fine della guerra, ha continuato i suoi studi e si è laureato con un master's degree in gestione della difesa.
Morì il 13 giugno 2025 in seguito ad un attacco aereo a sorpresa da parte delle Forze di difesa israeliane.